# Stora Blecktornsparken
Stora Blecktornsparken är en park på Södermalm i centrala  Stockholm. Den ligger söder om Lilla Blecktornsparken och avgränsas i väster av Kanalplan och i öster av Vintertullstorget. Parken har sitt namn efter malmgården Stora Blecktornet som ligger i västra delen av parken. Parken kallas i folkmun för "Stora Bleckan". 
Stockholms kommun har anlagt en parklek mitt i parken med gungor och rutschkanor. I parken finns även inhägnade hängbukssvin, får och kaniner.
| Många barnfamiljer söker sig till Stora Blecktornsparken under varma dagar. |  | I parken finns ett djurhägn med bland annat getter. |
| Många barnfamiljer söker sig till Stora Blecktornsparken under varma dagar. |  | I parken finns ett djurhägn med bland annat getter. |